# Marcos Gómez Paredes
Marcos Ezequiel Gómez Paredes (Asunción, Paraguay; 10 de noviembre de 2001) es un futbolista profesional paraguayo. Se desempeña en la posición de mediocampista defensivo y su equipo actual es Deportes Iquique de la Primera División de Chile.

## Trayectoria
Dio sus primeros pasos en las formativas de su actual club, en donde debutó con el plantel principal el 23 de mayo del año 2021. Actualmente está posicionado como uno de los titulares del equipo, donde tuvo destacadas participaciones para ayudar a su equipo a la clasificación a la fase de grupos de la Copa Libertadores, los cuales le valieron para que el entrenador de la selección de fútbol de Paraguay Guillermo Barros Schelotto lo haya convocado para formar parte del plantel albirrojo en la disputa de los dos últimos encuentros de la selección paraguaya por las Eliminatorias Sudamericanas para la Copa Mundial de Fútbol Catar 2022.

## Clubes
| Club                        | País     | Año       | Partidos | Goles |
| --------------------------- | -------- | --------- | -------- | ----- |
| Olimpia                     | Paraguay | 2021-Act. | 99       | 1     |
| → Deportes Iquique (cedido) | Chile    | 2025-Act. | 0        | 0     |

## Palmarés
| Título           | Club    | País     | Año    |
| ---------------- | ------- | -------- | ------ |
| Primera División | Olimpia | Paraguay | 2022-C |